# Andrews (Indiana)
Andrews is een plaats (town) in de Amerikaanse staat Indiana, en valt bestuurlijk gezien onder Huntington County.

## Demografie
Bij de volkstelling in 2000 werd het aantal inwoners vastgesteld op 1290.
In 2006 is het aantal inwoners door het United States Census Bureau geschat op 1274, een daling van 16 (-1,2%).

## Geografie
Volgens het United States Census Bureau beslaat de plaats een oppervlakte van
1,3 km², geheel bestaande uit land. Andrews ligt op ongeveer 247 m boven zeeniveau.

## Plaatsen in de nabije omgeving
De onderstaande figuur toont nabijgelegen plaatsen in een straal van 24 km rond Andrews.